# Daria Virolaïnen
Daria Leonidovna Virolaïnen (en russe : Дарья Леонидовна Виролайнен), née Reztsova le 24 janvier 1989 à Moscou, est une biathlète finlandaise (depuis 2023) d'origine russe. Elle a effectué la majeure partie de sa carrière sous les couleurs russes.

## Biographie
Daria Virolaïnen démarre au niveau international lors de la saison 2010-2011 en prenant part à l'IBU Cup. Elle obtient rapidement son premier succès à l'Universiade 2011, remportant la médaille d'or sur l'individuel.
Après une médaille de bronze en poursuite aux Championnats d'Europe à Nové Město (moins de 26 ans), elle fait ses débuts en Coupe du monde le 6 mars 2014 à Pokljuka, obtenant son premier podium sur le sprint (2e). Elle monte sur un deuxième podium un an plus tard lors de la poursuite d'Antholz. Aux Championnats du monde 2015 à Kontiolahti, elle prend notamment la cinquième place sur l'individuel.
En 2017, alors en compétition dans le deuxième echelon mondial, elle remporte le titre de championne d'Europe du relais simple mixte avec Evgeniy Garanichev. Dans l'IBU Cup, elle enregistre la totalité de ses victoires dans cette compétition cet hiver, ce qui la mène vers le succès au classement général.
En 2017-2018, elle court plus souvent en Coupe du monde, mais n'est pas conviée aux Jeux olympiques de Pyeongchang, en raison des critères qui excluent les athlètes russes suspectés d'être impliqué dans le système de dopage de leur pays.
En mars 2018, à Tioumen, elle dispute avec l'équipe de Russie sa dernière étape de Coupe du monde, étape durant laquelle elle se classe notamment septième de la poursuite.
Après une pause de plusieurs années, elle revient sur le circuit international en IBU Cup à Kontiolahti au début de la saison 2023-2024 et représente désormais la Finlande, après avoir opté pour la nationalité de cette dernière. Elle fait son retour en Coupe du monde à Hochfilzen le 8 décembre 2023.
Elle est la fille d'Anfisa Reztsova, également biathlète et fondeuse. Sa sœur Kristina Reztsova est aussi biathlète. 

## Palmarès

### Championnats du monde
| Épreuve / Édition | Individuel | Sprint | Poursuite | Départ en masse | Relais | Relais mixte |
| 2015 Kontiolahti  | 5e         | 21e    | 16e       | 22e             | DSQ    | —            |
| 2016 Holmenkollen | 49e        | 38e    | 37e       | —               | 11e    | —            |

Légende :
- : première place, médaille d'or
- : deuxième place, médaille d'argent
- : troisième place, médaille de bronze
- — : n'a pas participé à cette épreuve

### Coupe du monde
- Meilleur classement général : 15e en 2015.
- 2 podiums individuels : 2 deuxièmes places.

#### Classements annuels
| Saison    | Classement général final |
| 2013-2014 | 49e                      |
| 2014-2015 | 15e                      |
| 2015-2016 | 30e                      |
| 2016-2017 | 53e                      |
| 2017-2018 | 36e                      |

### Championnats d'Europe
- Nove Mesto 2014 :
  -  Médaille de bronze de la poursuite.
- Duszniki Zdroj 2017 :
  -  Médaille d'or en relais simple mixte.

### Universiades
- Erzurum 2011 :
  -  Médaille d'or de l'individuel.
  -  Médaille d'argent de la poursuite.

### IBU Cup
- Gagnante du classement général en 2017.
- 9 podiums, dont 4 victoires.